# میناماتی
میناماتی یا مویناموتی (بنگالی: ময়নামতি، ت. «Môynamoti») دامنه ای از تپه‌های منزوی و کم عمق است که دارای بیش از ۵۰ سکونتگاه بودایی باستانی است که قدمت آنها بین قرن هشتم و دوازدهم پس از میلاد است. این بخشی از مجموعهٔ باستانی ساماتای بنگال بود که از مرکز ناحیه کومیلا در بنگلادش تا اینجا امتداد دارد. مویناموتی تقریباً در ۸ مایلی شهر کامیلا واقع شده است. این مکان کانون یکی از مهم‌ترین مکان‌های باستان‌شناسی بودایی در منطقه بود. کانتون کامیلا در نزدیکی آن قرار دارد و گورستان دوران استعماری را در خود جای داده است. میناماتی به خاطر ملکه چاندرا به همین نام، مادر گووینداچاندرا نامگذاری شده است. مینامتی ۱۱۴ کیلومتر از شهر داکا از طریق بزرگراه ملی ۱ و نزدیک به ۱۶۲ کیلومتر از چیتاگونگ فاصله دارد. همچنین یک معبد بودایی در کنار آن وجود دارد.